# Štvaní lidu
Štvaní lidu (německy Volksverhetzung) je trestný čin v Spolkové republice Německo podle § 130 německého trestního zákona (TZ SRN). Tento trestný čin v roce 1960 nahradil v předcházejícím znění § 130 TZ SRN trestný čin Podněcování k třídnímu boji (Anreizung zum Klassenkampf).
Podle tohoto zákona se trestají výroky, které:
- podněcují nebo vyzývají k nenávisti, násilí nebo zvůli proti skupinám obyvatel
- útočí na lidskou důstojnost příslušníků takových skupin, nadávkami, zlomysným opovrhováním nebo pomluvami
- a pokud se tak děje způsobem, který ruší veřejný pořádek.

Tento právní předpis omezuje ústavou zaručenou svobodu mínění, a opírá se proto o omezení účinnosti v čl. 5 odst. 2 Ústavy SRN.
Tento právní předpis má za cíl chránit pokojné soužití společnosti a tím chránit lidskou důstojnost, kterou by takové činy zraňovaly. Vychází z bezprostřední historické zkušenosti nacistické totality a z postoje, že výroky, které mají za cíl podněcovat k nenávisti, násilí nebo zvůli, už nejsou pouhé mínění, ale trestný čin.
V této souvislosti je sporný odst. 3, zavedený roku 1994, podle kterého je odnětím svobody do pěti let nebo pokutou trestáno schvalování, zapíraní nebo zlehčování činů z dob národního socialismu uvedených v § 6, odst. 1 Mezinárodního trestního zákona SRN, jakým je (zejména) genocida. Konkrétně postihuje tento článek popírání holocaustu, tzv. Osvětimskou lež. Ústavní soud SRN rozhodl, že popírání holocaustu není chráněno právem na svobodu mínění. Tento zákon byl rozšířen ve snaze zabránit jiné interpretaci Ústavy SRN v této věci.
Kritici odst. 3 namítají, že se zde trestá jedno určité mínění, které je obtížné interpretovat jako „přímou výzvu k násilí“. Navíc není (právně dogmaticky) tento odstavec „všeobecným zákonem“ podle čl. 5 odst. 2 Ústavy SRN a protože se vztahuje na jeden konkrétní případ, je neúčinný v omezení ústavního práva.
V pravicově extremistických kruzích se tento zákon nazývá „Osvětimský zákon“ nebo „Lex Engelhard“.